# Albert Polge
Albert Polge (1909–?) là một cựu cầu thủ bóng đá người Pháp gốc Việt. Ông được xem là người gốc Việt đầu tiên thi đấu tại Giải Bóng đá Vô địch Quốc gia Pháp và Đội tuyển bóng đá quốc gia Pháp.

## Tiểu sử
Albert Polge sinh ngày 29 tháng 11 năm 1909 tại Hòn Gai, Liên bang Đông Dương. Cha ông là con lai Pháp-Việt, mẹ ông là người Việt, quê ở Hà Đông. Thuở nhỏ, ông được mẹ đặt tên là Kinh.
Ông sinh sống và đi học ở Quảng Ninh  đến năm 10 tuổi thì mẹ mất, ông phải theo cha sang quê hương của ông nội là thành phố Nimes. Năm 1928, ông theo học tại trường Cao đẳng Kỹ nghệ tại Aix-en-Provence. Ông tốt nghiệp với tấm bằng kỹ sư.

## Sự nghiệp
Polge thường xuyên chơi bóng tại trường học và sớm bộc lộ năng khiếu của mình. Ấn tượng với tài năng của ông, một tuyển trạch viên của SC Nimes đã ngỏ ý mời ông về thử việc và kí hợp đồng chuyên nghiệp, lúc đó Polge chỉ mới 19 tuổi. Ông được đôn lên đội một vào mùa giải 1930-1931 và thi đấu tại Ligue 1 từ năm 1932 đến năm 1934.
Năm 1933, Polge được triệu tập vào Đội tuyển quốc gia Pháp và thi đấu 3 trận giao hữu với xứ Wales, Bỉ và Tiệp Khắc. Ông không ghi được bàn nào nhưng có 1 đường kiến tạo trong trận hoà 1-1 với xứ Wales.
Năm 1934, Albert Polge chuyển qua AS Saint-Étienne và thi đấu tại giải hạng 2 của bóng đá Pháp lúc bấy giờ. Theo số liệu thống kê còn được lưu trữ, ông ra sân 56 trận và ghi 18 bàn trong 2 mùa thi đấu tại đây.
Sau hai mùa giải tại Saint-Étienne, ông tiếp tục chơi bóng nghiệp dư ở Paris (US Métro và RC Paris), nơi ông làm việc cho Paris Métro.

## Cuộc đời
Trong cuộc phỏng vấn với tờ Công luận báo vào năm 1937, Polge đã bày tỏ ước muốn được trở về quê hương Việt Nam:
Tôi là người Việt Nam, tôi vẫn ước mong được trở qua thăm những chỗ hồi nhỏ kỷ niệm của tôi, và nếu có một ê-kíp đá banh nào ở Pháp qua Đông Dương, tôi sẽ chẳng để lỡ cơ hội đi cho biết trình độ banh tròn ở Á Đông.
Trong sự kiện giải phóng Nimes năm 1944, Albert Polge cùng vợ là Marcelle Polge bị buộc tội cộng tác với Đức Quốc xã để chống lại nước Pháp. Phiên toà được diễn ra ngày 23 tháng 9 năm 1944, Marcelle bị tuyên án tử, Albert Polge bị tuyên là gián điệp dù ông đã phủ nhận mối quan hệ của mình với Gestapo. Năm 1951, Polge được ân xá. Tờ La Gazette provençale ngày 8 tháng 5 năm 1951 cho biết ông đã chơi một trận bóng giao hữu vào năm 1951 tại Avignon.

## Xem thêm

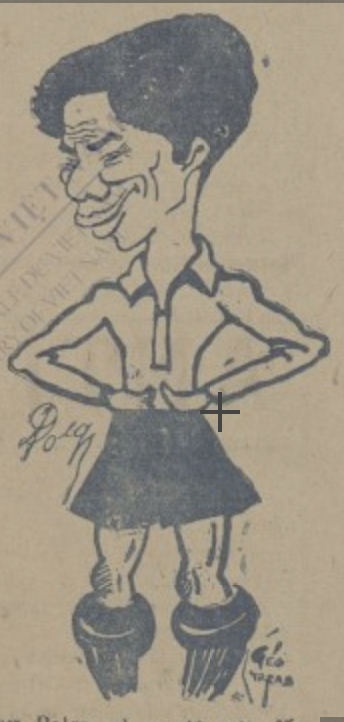
Tranh vẽ Polge trên tờ Công luận báo số 7340